# Magas de Cyrène
Pour la ville de Russie, voir Magas.
Magas est le fils de Bérénice Ire par son premier mariage, et donc le beau-fils de Ptolémée Ier Sôter et le demi-frère de Ptolémée II Philadelphe. Il est roi de  Cyrène de 276 à 250 avant J.-C.

## Biographie
Vers 300 avant notre ère, Ptolémée Ier envoie Magas en Cyrénaïque pour y rétablir l'autorité lagide. Après la mort de son beau-père, Magas s'y proclame indépendant de Ptolémée II Philadelphe (son demi-frère), prenant le titre de roi. Ayant épousé Apama, fille du Séleucide Antiochos Ier, les deux hommes s'allient contre Ptolémée II. Magas envahit l'Égypte vers 275, mais est forcé de faire demi-tour par une révolte de nomades survenue dans son royaume ; de son côté, Ptolémée II est retenu par une mutinerie de ses mercenaires celtes. Une réconciliation entre les demi-frères se produit par la suite, à une date inconnue, et le futur Ptolémée III, fils de Ptolémée II, se fiance à Bérénice, la fille unique de Magas. Celui-ci meurt vers 250.
Magas est mentionné dans l'édit no 13 d'Ashoka, avec Antiochos II et Ptolémée II, comme l'un des bénéficiaires d'une mission de prosélytisme bouddhiste envoyée par l'empereur Ashoka de la dynastie Maurya.